# Frandiel Gómez
Frandiel Gómez Vargas (19 ottobre 1995) è un tuffatore dominicano.

## Biografia
Ha rappresentato la Repubblica Dominicana ai campionati mondiali di nuoto di Barcellona 2013, Kazan' 2015, Budapest 2017 e Gwangju 2019.

## Palmarès
| Anno | Manifestazione     | Sede       | Evento          | Risultato | Prestazione | Note |
| ---- | ------------------ | ---------- | --------------- | --------- | ----------- | ---- |
| 2013 | Mondiali           | Barcellona | Trampolino 3m   | 41º Q     | 309,10 p.   |      |
| 2013 | Mondiali           | Barcellona | Sincro 3m       | 16º Q     | 323,46 p.   |      |
| 2015 | Giochi panamercani | Toronto    | Trampolino 3m   | 16º Q     | 311,05 p.   |      |
| 2015 | Giochi panamercani | Toronto    | Piattaforma 10m | 15º Q     | 339,66 p.   |      |
| 2015 | Mondiali           | Kazan'     | Trampolino 1m   | 33º Q     | 282,35 p.   |      |
| 2015 | Mondiali           | Kazan'     | Trampolino 3m   | 49º Q     | 318,60 p.   |      |
| 2015 | Mondiali           | Kazan'     | Piattaforma 10m | 43º Q     | 306,95 p.   |      |
| 2017 | Mondiali           | Budapest   | Trampolino 1m   | 39º Q     | 287,35 p.   |      |
| 2017 | Mondiali           | Budapest   | Piattaforma 10m | 40º Q     | 282,10 p.   |      |
| 2019 | Mondiali           | Gwangju    | Trampolino 1m   | 38º Q     | 258,90 p.   |      |
| 2019 | Mondiali           | Gwangju    | Sincro 3m       | 15º Q     | 335,25 p.   |      |
| 2019 | Mondiali           | Gwangju    | Piattaforma 10m | 47º Q     | 220,45 p.   |      |
| 2019 | Mondiali           | Gwangju    | Sincro 10m      | 15º       | 330,99 p.   |      |
| 2019 | Giochi panamercani | Lima       | Trampolino 1m   | 15º Q     | 261,95 p.   |      |
| 2019 | Giochi panamercani | Lima       | Trampolino 3m   | 19º Q     | 314,40 p.   |      |
| 2019 | Giochi panamercani | Lima       | Sincro 3m       | 6º        | 359,82 p.   |      |
| 2019 | Giochi panamercani | Lima       | Sincro 10m      | 6º        | 339,66 p.   |      |